# Франческо Страдіварі
Франческо Страдіварі (італ. Francesco Stradivari; 1 лютого 1671 – 11 травня 1743) – італійський майстер смичкових інструментів, син Антоніо Страдіварі.

## Біографія
Франческо Страдіварі народився 1 лютого 1671 року в Кремоні, був старшим сином Антоніо від його першої дружини Франчески. Вважається, що з раннього віку працював учнем і помічником свого батька, а його власна зріла рука виявлена фахівцями з інструментів, датованим приблизно 1707 роком. У цей час велася робота над створенням нової моделі віолончелі «Forma B», першим результатом якої став «Stainlein» 1707 року. Почерк Франческо був умоглядно ідентифікований на декількох паперах і візерунках, зроблених для цього, і, можливо, він брав важливу участь у розробці дизайну. У заповіті Антоніо він названий спадкоємцем будинку і майстерні, а також всіх інструментів і матеріалів. Найбільш примітно, що Антоніо додатково заявляє, що Франческо «завжди був, як і в даний час, головною опорою професії заповідача». Він пережив свого батька всього на шість років, вмираючи неодруженим і без відомих спадкоємців в 1743 році. Майно перейшло до молодшого брата Франческо Паоло, торговця тканинами. Майстерня перейшла до Карло Бергонці в 1746 році.
Його власні ярлики зустрічаються дуже рідко. До смерті Антоніо ні його сини, ні Франческо, ні Омобоно не згадуються на етикетках, хоча деякі з них мають кваліфікацію «Sotto la discipina d Antonio» (зроблено під керівництвом Антоніо). Остаточним прикладом його власної маркованої та індивідуальної роботи є скрипка «Салабуе» 1742 року.